# Михалик, Казимеж
Казимеж Михалик (пол. Kazimierz Michalik; 29 апреля 1933 — 18 февраля 2024) — польский виолончелист и музыкальный педагог.
Учился в Катовицкой Высшей школе музыки у Юзефа Дрохомирецкого, затем в Пражской академии музыки у Карела Садло и Милоша Садло. С 1951 г. играл в Симфоническом оркестре Польского радио, с 1965 г. в Варшавском филармоническом оркестре.
В 1974—2008 гг. профессор Варшавской музыкальной академии имени Шопена; из его учеников известны Анджей Бауэр и Бартош Козяк.
Входил в состав жюри ведущих европейских музыкальных конкурсов, в том числе Международного конкурса имени Чайковского (1990 и 1998). В 1997 г. основал в Варшаве Международный конкурс виолончелистов имени Витольда Лютославского и являлся бессменным председателем его жюри.
Кавалер золотой медали «За заслуги в культуре Gloria Artis» (2007).